# ۲۴۳ (پیش از میلاد)
۲۴۳ (پیش از میلاد) ۲۴۳مین سال قبل از تقویم میلادی است.